# 南布拉鲁普
南布拉鲁普（德語：Süderbrarup）是德国石勒苏益格－荷尔斯泰因州的一个市镇。总面积8.10平方公里，总人口3902人，其中男性1859人，女性2043人（2011年12月31日），人口密度482人/平方公里。